# Gare de Steinfort
La gare de Steinfort est une gare ferroviaire luxembourgeoise de la ligne 2a, de Kleinbettingen à Steinfort, ancienne section de la ligne de l'Attert, située sur le territoire de la commune de Steinfort, dans le canton de Capellen.
C'était une gare voyageurs de la Société nationale des chemins de fer luxembourgeois (CFL), avant sa fermeture en 1969.

## Situation ferroviaire
Établie à 314 mètres d'altitude, la gare de Steinfort était située au point kilométrique (PK) 18,369 de la ligne de l'Attert, entre les gares aujourd'hui fermées de Hagen et d'Eischen.

## Histoire
La gare de Steinfort est mise en service par la Compagnie des chemins de fer Prince-Henri, lors de l'ouverture à l'exploitation de la section de Pétange à Steinfort le 1er août 1873.
La gare est fermée le 15 avril 1969, en même temps que le trafic voyageurs sur la section Pétange-Steinfort de la ligne de l'Attert. La gare reste traversée par des trains de fret depuis Kleinbettingen jusqu'aux années 2010, puis la ligne 2a est déclassée en 2017.

## Service des voyageurs
Gare fermée depuis le 15 avril 1969. La gare n'est pas directement desservie par autobus, l'arrêt Steinfort, Um Quai du Régime général des transports routiers est situé à proximité dans le parc relais construit au sud sur l'emprise de l'ancien faisceau marchandises.
Le quai et le bâtiment voyageurs existe toujours, ce dernier a été agrandi et reconverti en débit de boissons.